# Jan Krásl
Jan Krásl (10. srpna 1899, Chlumec nad Cidlinou – 17. března 1980) byl český hokejový obránce.
V roce 1924 byl členem Československého hokejové týmu, který skončil pátý na zimních olympijských hrách.